# بلدة الرياض المسورة
بلدة الرياض المسورة أو الرياض القديمة كانت النواة الأصلية لمدينة الرياض، عاصمة المملكة العربية السعودية الحديثة، حيث كانت تقع على الحافة الغربية لوادي البطحاء في المناطق الحالية من الديرة والظهيرة. نشأت من دولة المدينة من بلدة مقرن حوالي عام 1746 عندما قام دهام بن دواس ببناء سور و قصر طيني داخلها، وحكمها كمشيخة للمدينة حتى أطيح به على يد الدولة السعودية الأولى عام 1773. لاحقًا، أصبحت مركز السلطة للدولة السعودية الثانية لمعظم القرن التاسع عشر بعد فترة وجيزة من الوجود العثماني في نجد. استعاد عبد العزيز بن سعود المدينة عام 1902 و جعلها قاعدة لحروبه التوحيدية التي استمرت 30 عامًا، وانتهت بتأسيس المملكة العربية السعودية عام 1932. كانت المدينة مقرًا إداريًا للحكومة السعودية حتى نقل الملك عبد العزيز بن سعود مقر عمله وإقامته إلى قصر المربع عام 1944. وفي عام 1950، أمر بإزالة التحصينات لتوسيع المدينة وتحويلها إلى مدينة كبرى، مما أدى إلى زوال المدينة المسورة. أُعيدت تسمية المنطقة التي كانت تغطي حدود المدينة السابقة باسم "حي قصر الحكم" عام 1973 بهدف الحفاظ على أهميتها التاريخية والمعمارية.

## تاريخ الرياض المسورة

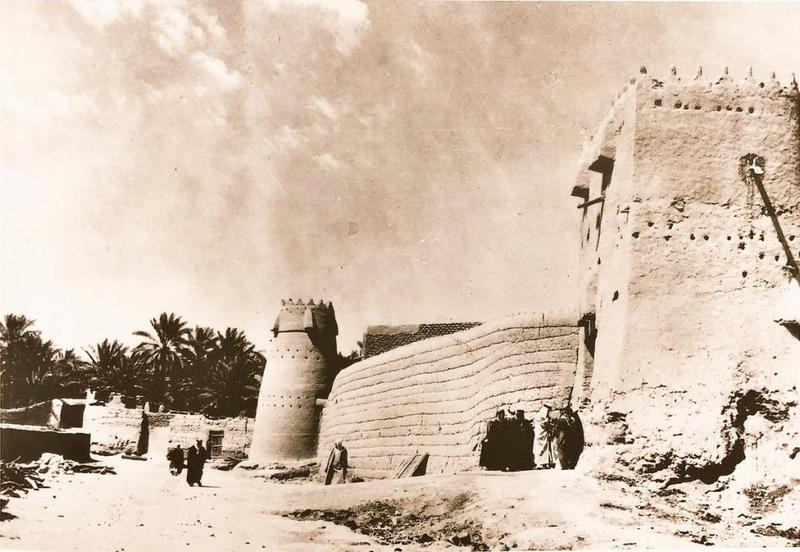
بوابة دخنة, 1937

خلفت المدينة المسورة في الرياض بلدة مقرن في أربعينيات القرن الثامن عشر، عندما عزز دهام بن دواس، زعيم قبلي من منفوحة، سلطته من خلال بناء سور محصن من الطين أحاط بالمدينة، وإنشاء قصر لنفسه عُرف لاحقًا باسم قصر الحكم. حكم دهام المدينة حتى أطيح به على يد قوات الامام عبد العزيز بن محمد آل سعود، قائد الدولة السعودية الأولى.
لاحقًا، احتلت القوات المصرية المدعومة من العثمانيين، بقيادة محمد علي باشا وابنه إبراهيم باشا، بلدة الدرعية بعدما شنوا حملة انتقامية في نجد، حيث شددوا الضغط وحاصروا الدرعية، مما أدى إلى القضاء على الدولة السعودية الأولى بالكامل عقب حملة نجد وحرب الوهابية عام 1818. وفي عام 1824، استعاد تركي بن عبد الله آل سعود السيطرة على نجد، ونقل مركز السلطة الملكية إلى المدينة المسورة في الرياض، وبالتحديد إلى قصر الحكم، حيث كانت البنية التحتية في الدرعية قد دُمرت تمامًا. واصلت أسرة آل سعود حكم المدينة حتى تمكنت إمارة حائل الرشيدية من الإطاحة بهم في ثمانينيات القرن التاسع عشر، مما دفع آخر أمرائها، عبد الرحمن بن فيصل آل سعود، إلى النفي، ليستقر لاحقًا في الكويت.

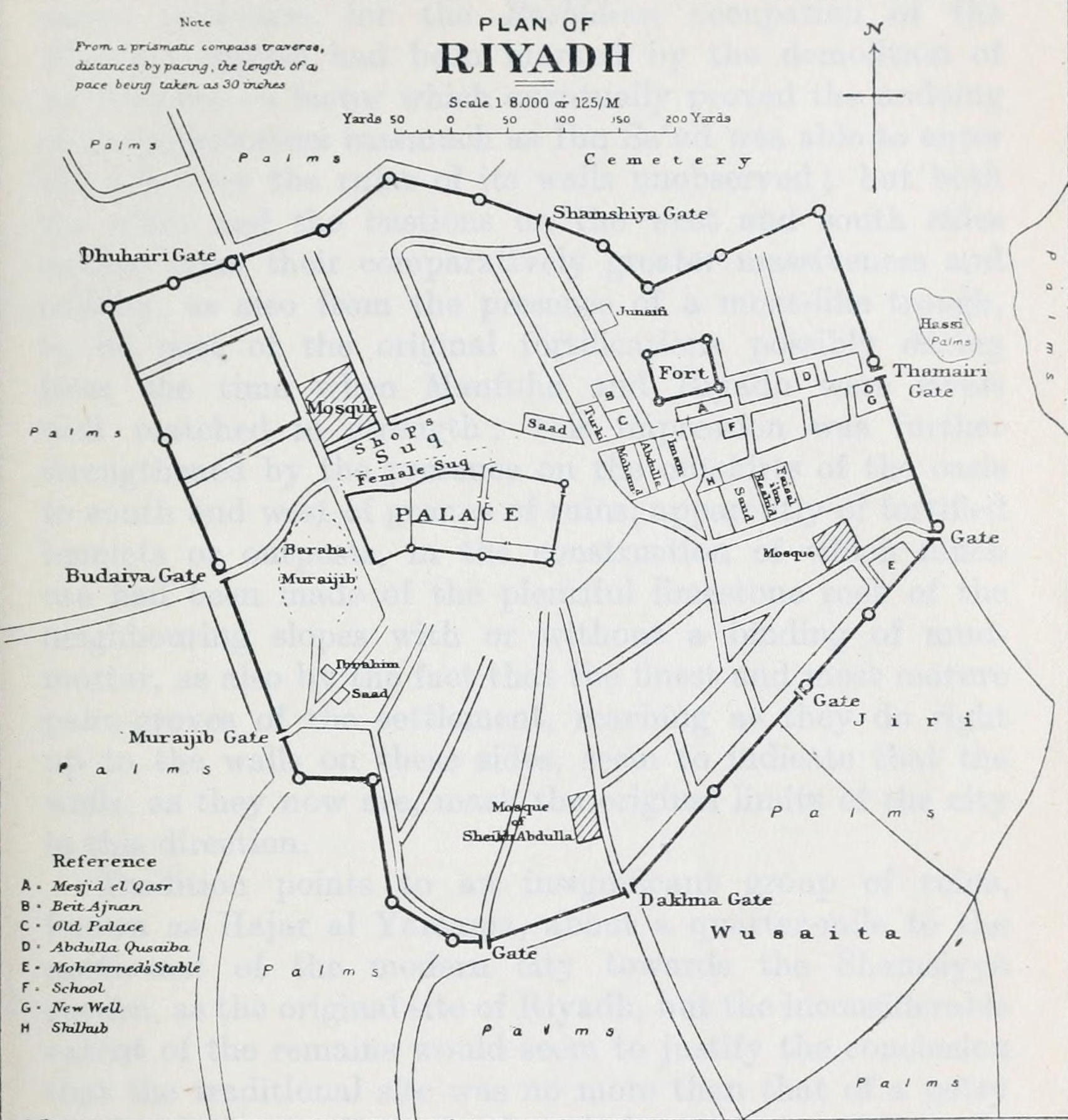
خارطة الرياض 1922

وبعد ما يقرب من عشر سنوات، في عام 1901، بدأ ابن سعود، نجل الأمير المنفي عبد الرحمن آل سعود، سلسلة من الغارات على نجد انطلاقًا من الكويت، مستهدفًا القبائل المتحالفة مع الرشيديين في محاولة للثأر لنفي والده. وخلال بضعة أشهر، تمكن من استعادة الرياض في يناير 1902، وأسس لاحقًا إمارة الرياض. واصل ابن سعود استعادة أراضي أسلافه، فشن هجمات على الأحساء عام 1913، وحائل عام 1921، والحجاز عام 1924، واليمن عام 1934، ضمن حملاته التوحيدية، مما أدى إلى تأسيس عدة مراحل من الدولة السعودية الثالثة. وفي عام 1932، وحّد ابن سعود جميع المناطق التي ضمها تحت اسم المملكة العربية السعودية، واتخذ الرياض عاصمة لها.

## التوسع العمراني حول المدينة المسورة (1930s–1940s)
بعد استعادة ابن سعود للهيمنة على الحجاز، جلب ذلك استقرارًا غير مسبوق للمدن الرئيسية ضمن أراضيه. ومع بناء التحصينات الدفاعية حول العديد من المدن لمواجهة التهديدات الداخلية والخارجية، بدأت هذه التحصينات تدريجيًا تصبح غير ضرورية. بعد تأسيس المملكة العربية السعودية في عام 1932، كلف الأمير محمد بن عبد الرحمن آل سعود، شقيق ابن سعود، ببناء قصر عتيقة، وهو أول مبنى يُشيد خارج أسوار المدينة.
بين عامي 1936 و1938، بنى ابن سعود قصر المربع خارج أسوار الرياض حيث بدأت المدينة تصبح مكتظة بشكل غير مسبوق وأصبحت شبه غير صالحة للسكن. في عام 1936، قام ابن سعود بإعادة ترميم قلعة المرقب، كما بنى قصر الثليم بين عامي 1936 و1939، الذي أصبح أحد مراكز الحجر الصحي لعلاج المرضى خلال وباء الجدري في الأربعينيات. في ثلاثينيات القرن العشرين، تم بناء قصر الأمير فيصل بن سعد وقصر الشمسية شمال المدينة المسورة. في عام 1943، تم بناء القصر الأحمر للأمير سعود بن عبد العزيز، وكان أول هيكل يُبنى باستخدام الخرسانة المسلحة في تاريخ المملكة العربية السعودية، مما أدى إلى تطوير حي الفوطه مباشرة.
ظهرت احياء مثل حي حلة القصمان في ثلاثينيات القرن العشرين، التي سكنها في الغالب تجار جاءوا من القصيم. في الأربعينيات، قام العديد من التجار الكويتيين بإنشاء سوق مزاد خارج الجهة الشمالية الشرقية لأسوار المدينة، التي تطورت لاحقًا إلى منطقة البطحاء التجارية. أمر الملك عبد العزيز بن سعود ببناء قلاع لابنه الأمير منصور بن عبد العزيز في حي الوشم الحالي. في عام 1948، أسس ابن سعود مدرسة التذكارية في حي مرقب الحالي، وهي أول مدرسة حكومية تأسست في الرياض لتقديم التعليم الرسمي لسكان المدينة.

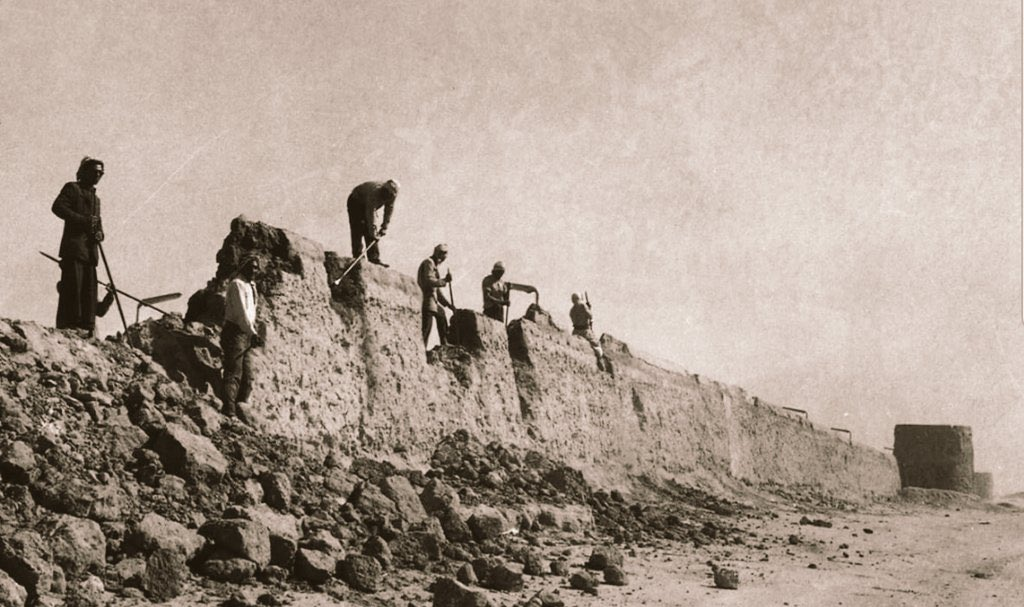
عمال يهدمون سور الرياض في بدايات الخمسينيات في الرياض

في أوائل الخمسينيات، بناءً على نصيحة أمير الرياض آنذاك الأمير سلطان بن عبدالعزيز، أمر الملك عبد العزيز بن سعود بهدم أسوار المدينة، وبدأت المدينة تتوسع عمرانيًا بسرعة في أعقاب ذلك، خاصة بين الخمسينيات والسبعينيات. نتيجة لذلك، تم التخلي عن العديد من الأحياء مثل الظهيرة ودخنة من قبل سكانها بحثًا عن فرص أفضل في شمال العاصمة الكبرى. في عام 1952، قام الأمير فيصل بن عبد العزيز ببناء قصر المعذر.

## إعادة التأهيل والترميم
مع هدم أسوار المدينة في الخمسينيات، بدأت المنطقة المحيطة بقصر الحكم تفقد أهميتها تدريجيًا. في مارس 1973، أصدر الملك فيصل بن عبد العزيز توجيهاته إلى الشيخ عبد العزيز بن سليمان بن ثنيان، أمين مدينة الرياض آنذاك، لإجراء دراسة شاملة للمنطقة المحيطة بقصر الحكم وتنفيذ مشروع ترميمها في العام التالي. في عام 1976، كلفت الهيئة العليا لتطوير مدينة الرياض بمشروع تطوير حي قصر الحكم، وتم الاتفاق على برامج تطويرية لتحويل الحي إلى مركز ثقافي. اكتملت التصاميم بحلول عام 1979، واستغرق البناء بين عامي 1983 و1992، مقسمًا إلى مرحلتين بشكل عام، بتكلفة تقدر بحوالي 500 مليون دولار أمريكي. تم الإشراف على المشروع من قبل الأمير سلمان بن عبد العزيز ، أمير الرياض آنذاك، وتم الانتهاء منه بين عامي 1983 و1992.

## معالم الرياض القديمة

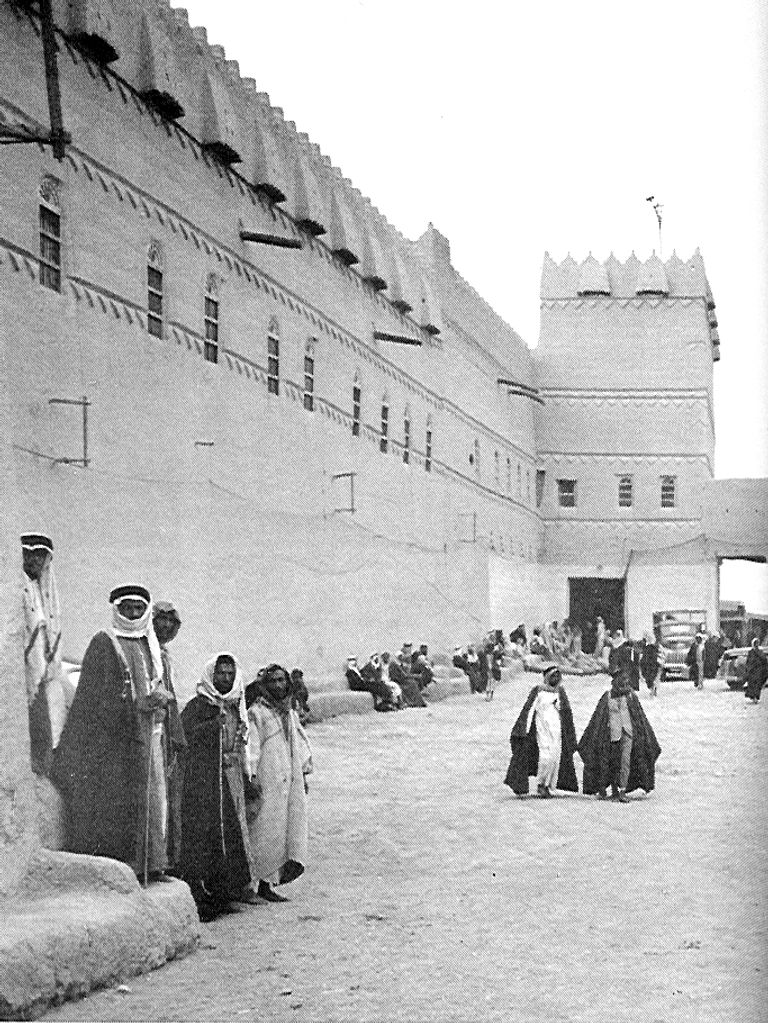
قصر الحكم عام 1943

### قصر الحكم
قصر الحكم المعروف أيضًا باسم قصر العدل ، والذي سُمي بهذا الاسم نسبة إلى الساحة العامة التي يطل عليها من الجهة الجنوبية، هو قصر تاريخي يقع مباشرة مقابل الجامع الكبير في المدينة المسورة سابقًا. يُعد الموقع الفعلي الذي يقدم فيه زعماء القبائل وأفراد الأسرة السعودية البيعة للقيادة السياسية في البلاد.
بُني القصر عام 1747، وكان يُعرف باسم قصر دهام ابن دواس حتى عشرينيات القرن التاسع عشر، عندما نقل تركي بن عبد الله مركز السلطة الملكية من الدرعية إلى المدينة المسورة في الرياض، وذلك بسبب الدمار الشديد الذي لحق بالدرعية خلال الحصار العنيف أثناء الحرب العثمانية-الوهابية عام 1818، وكذلك نتيجةً للنهب العثماني للمدينة عام 1821.
كان القصر مقرًا إداريًا للمدينة القديمة داخل أسوارها السابقة، وقد بناه دهام بن دواس عام 1747، ويُعتبر أقدم مبنى في الرياض تعرّض للهدم وإعادة البناء عدة مرات على مر التاريخ. كما كان المقر الرسمي لإقامة العديد من أمراء الدولتين السعوديتين الأولى والثانية، ويُستخدم اليوم كمقر رئيسي لإمارة منطقة الرياض.

### قصر المصمك
يقع قصر المصمك ، الحصن المشيّد من الطين واللبن، بالقرب من **قصر الحكم** في البلدة المسوّرة القديمة. بُني عام 1865، وكان المسرح الرئيسي للمعركة التي خاضها **ابن سعود** لاستعادة البلدة عام 1902. يتميز الحصن بأبراجه الأربعة الأسطوانية المبنية من الطين، والتي كانت تؤدي دور أبراج المراقبة.

### ميدان العدل
ميدان العدل أو **ساحة الصفاة** هو ساحة عامة تقع في البلدة المسوّرة القديمة، بجوار مجمّع **قصر الحكم** والمسجد الكبير. تُعرف هذه الساحة تاريخيًا بأنها الموقع الذي تُنفذ فيه أحكام الإعدام العلنية في **المملكة العربية السعودية**، حيث يتم تنفيذ عقوبة الإعدام بقطع الرأس بحق المحكوم عليهم.

### الجامع الكبير
الجامع الكبير هو مسجد جامع يقع بجوار **قصر الحكم** ويُطل على **ميدان العدل** في البلدة المسوّرة القديمة. تأسس في عشرينيات القرن التاسع عشر خلال عهد **تركي بن عبد الله بن محمد آل سعود**، مؤسس وإمام **الدولة السعودية الثانية**.

### جامع دخنة الكبير
جامع دخنة الكبير أو مسجد الشيخ محمد بن إبراهيم هو مسجد جامع ومكان عبادة نشط، يقع جنوب **سوق الزل** في ** حلة دخنة** سابقًا داخل البلدة المسوّرة القديمة. بُني عام 1773 على يد **عبد الله بن محمد بن عبد الوهاب**، ثم تطوّر لاحقًا ليصبح مركزًا علميًا بارزًا لعلماء **المذهب الحنبلي** من أهل السنة.

## احياء الرياض القديمة

### حلة الظهيرة
حلة الظهيرة كانت حيًّا ودوّارًا يقع جزئيًا داخل أسوار المدينة القديمة. تشكّل أنقاض هذه المنطقة اليوم جزءًا كبيرًا من **حي الديرة (الرياض)**. يحدّها **شارع السويلم** من الغرب و**شارع الظهيرة** من الشرق. هجر معظم سكانها المنطقة خلال مراحل التوسع والتحديث المتعددة التي شهدتها **مدينة الرياض**، خاصة بين الخمسينيات والسبعينيات.

### حلة الأجناب
حلة الأجناب كانت حيًّا و دوّارًا داخل أسوار المدينة، تقع في الركن الشمالي الشرقي من البلدة المسوّرة. كانت الحلة تمتد شرق **حصن المصمك** عند مدخل **باب الثميري**. تشكّل أنقاض هذا الحي اليوم معظم **سوق سويقة** في **حي الديرة**. اشتُق اسمها من كلمة **الأجانب**، إذ كان معظم سكانها من غير السعوديين الذين استضافهم **الملك عبد العزيز آل سعود** كمستشارين أو ضيوف، ومن أبرزهم **جون فيلبي** و**محمد أسد**.

### الحلة القديمة
الحلة القديمة، التي كانت تُعرف سابقًا باسم حي عامر، كانت حي و دوارًا داخل أسوار المدينة، تقع في الركن الجنوبي الشرقي من البلدة المسورة. بُنيت على مزرعة كان يملكها مزارع يُدعى ابن عيسى، ثم أُدمجت لاحقًا في العاصمة الرياض بعد إزالة أسوار المدينة عام 1950. وكان الحي يحتضن مسجد الحلة.

### حلة المعيقلية
حلة المعيقلية كانت حيًا سكنيًا ودوارًا داخل أسوار المدينة، تقع غرب الظهيرة في الركن الشمالي الغربي من البلدة المسورة. كانت تضم الحي الفرعي حلة العطايف، بالإضافة إلى مسجد المعيقلية، ومسجد العطايف، ومدرسة ابن سليمان. انتهى وجود الدوار عقب هدم أسوار المدينة عام 1950، ومع التوسع العمراني للرياض بين الخمسينيات والسبعينيات. يقع معظم موقعها اليوم في سوق المعيقلية ضمن حي الديرة (الرياض).

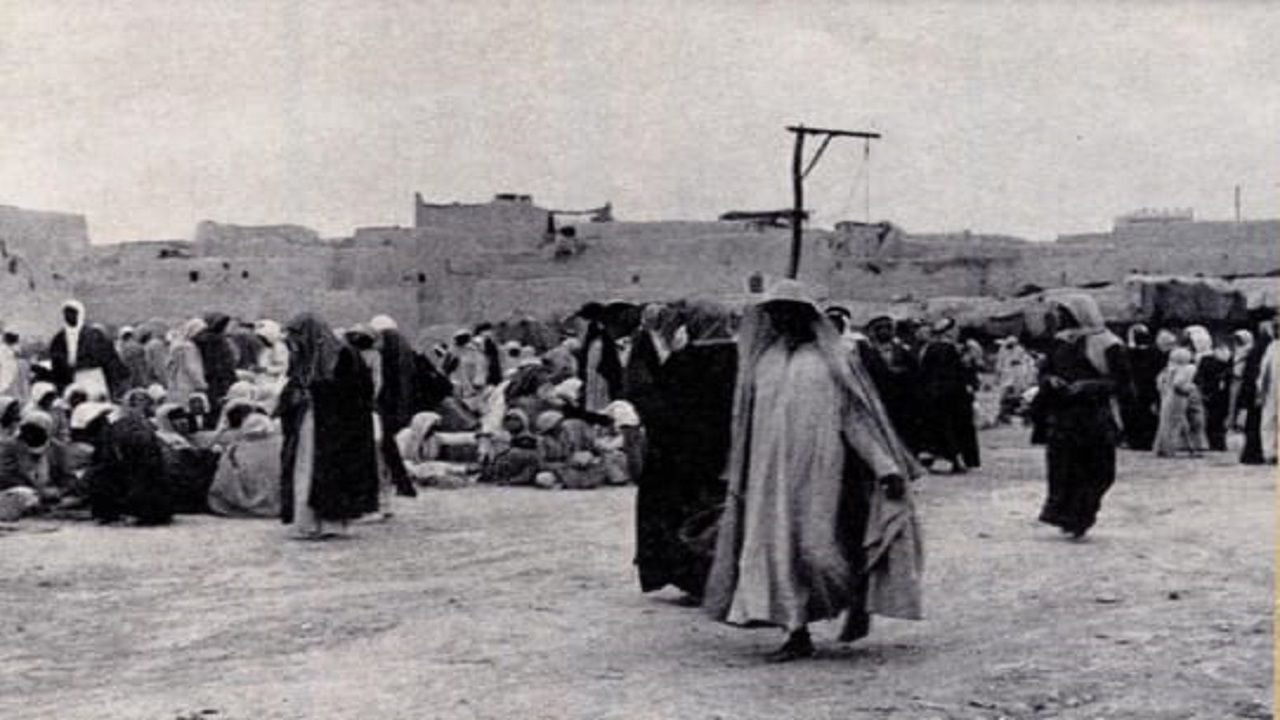
سوق المقيبرة, 1943

### حلة المريقب
حلة المريقب كانت حيًا ودوارًا داخل أسوار المدينة، تقع في الركن الجنوبي الغربي من البلدة المسورة. كانت تضم الحي الفرعي حلة المقيبرة، الذي اشتمل في الغالب على مقبرة وسوق يحمل الاسم نفسه. احتضنت حلة المقيبرة إحدى المقبرتين اللتين خدمتا سكان البلدة، إلى جانب مقبرة شلقا. كما ضمت الحلة مدرسة المريقب ومسجد المريقب.

### حلة القناعي
حلة القناعي كانت حيًا ودوارًا داخل أسوار المدينة، يقع بين المعيقلية والمريقب في الجزء الشمالي الغربي من المدينة المسورة. يُنسب الحي إلى عائلة القناعي، التي كانت تملك الأرض في تلك المنطقة، وكان يحتوي على سوقين صغيرين، هما قيصرية ابن قليب (التي تحولت لاحقًا إلى سوق أوشيقر) وقيصرية الأمير سعد بن عبدالله.

### حلة الشرقية
حلة الشرقية كانت حيًا ودوارًا داخل أسوار المدينة، يقع غرب الدخنة (الرياض) وشرق حلة المريقب في الجزء الجنوبي الغربي من المدينة المسورة. كانت تضم مسجد الشرقية، ومسجد خالد بن سعود، وسوق السدرة، ومسجد الجفرة.

### حلة دخنة
حلة دخنة، أو دِخنة، كانت حيًا ودوارًا داخل أسوار المدينة القديمة، يقع غرب الحلة القديمة وجنوب الحلة الظهيرة في الجزء الجنوبي من المدينة المسورة. كان الحي يحتوي على جامع دخنة الكبير الذي بُني في القرن الثامن عشر، ولذلك تم تسميته بـ "حي العلماء"، وكان يقع بالقرب من باب دخنة. كان يعد الاحياء البارزة ومركزًا تجاريًا رئيسيًا حتى أوائل الستينيات، ثم تم دمجه في مدينة الرياض بين الخمسينيات والسبعينيات.
سُمّي الحي على اسم بئر دخنة، وكان ينسب إلى قبيلة من عسير تُسمى بني الشريف. في عام 1773، وبعد سيطرة آل سعود على المدينة المسورة، بنى عبدالله بن محمد بن عبد الوهاب مسجدًا في المنطقة، الذي أصبح لاحقًا مركزًا للتعلم لعلماء السنة الحنبليين ولقب بـ "حي العلماء".

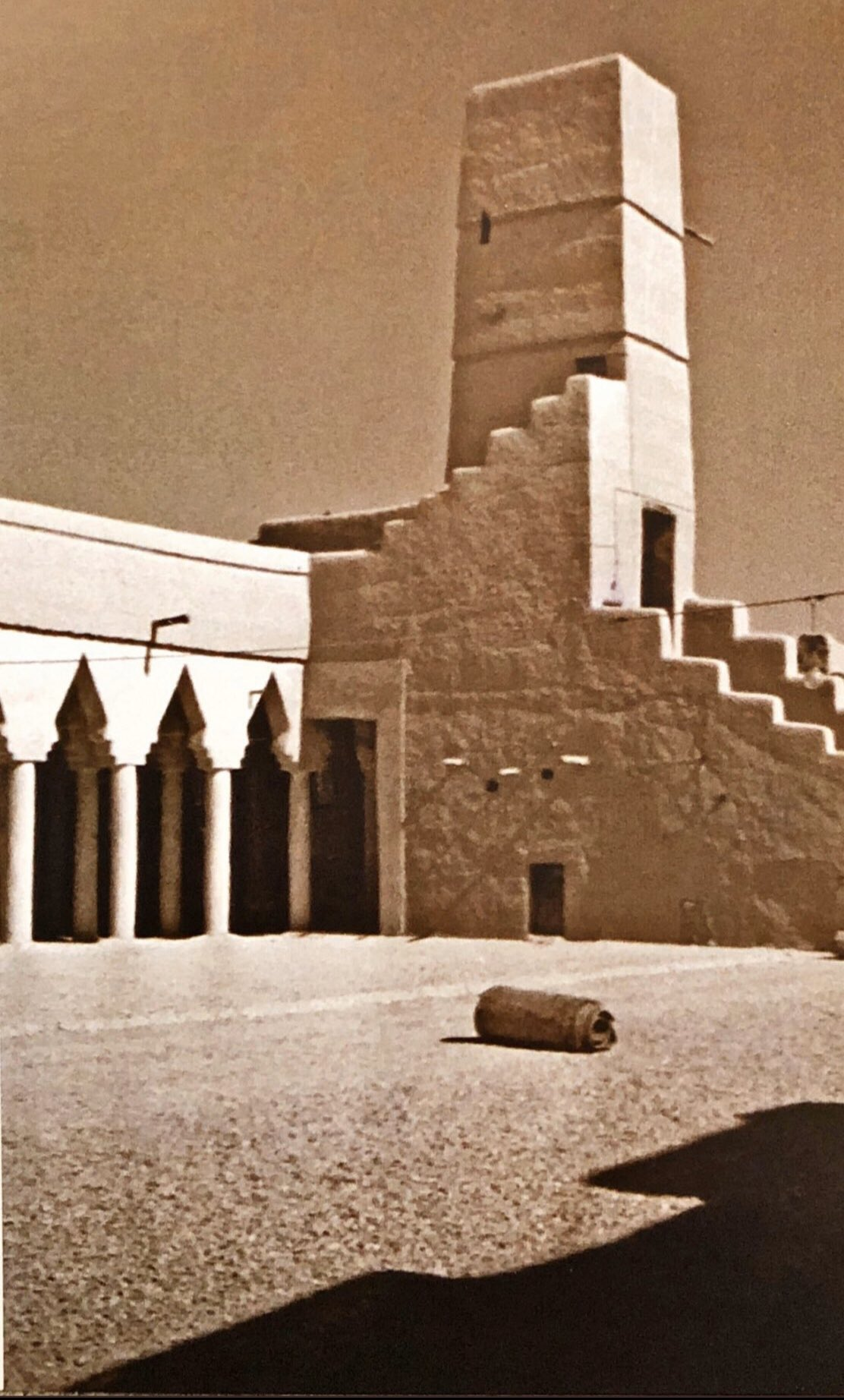
مسجد الشيخ محمد بن إبراهيم المعروف بجامع دخنة الكبير, 1952

### حلة الدحو
حلة الدحو، الذي كان يُعرف سابقًا بحارة الحلة، هو حي تاريخي يقع في أقصى الجزء الجنوبي جامع دنة الكبير من مدينة الرياض القديمة المسورة. يُعتبر الحي الوحيد الذي نجا بعد إزالة الأسوار في عام 1950.